# Филатов, Александр Андреевич
Александр Андреевич Филатов (8 марта 1928, Москва — 31 марта 1999, Москва) — советский горнолыжник. Участник зимних Олимпийских игр 1956 года.

## Биография
Родился 8 марта 1928 года в Москве.
Выступал в соревнованиях по горнолыжному спорту за московское «Динамо». Был многократным чемпионом Москвы, 28-кратным чемпионом СССР в слаломе (1945—1946, 1948, 1951—1955, 1957, 1959, 1964), гигантском слаломе (1954—1958, 1960, 1966), скоростном спуске (1953—1954, 1956, 1961), двоеборье (1949—1951) и горном троеборье (1956—1958).
В 1953 году стал призёром Всемирных студенческих игр в слаломе.
В 1956 году вошёл в состав сборной СССР на зимних Олимпийских играх в Кортина-д’Ампеццо. В скоростном спуске занял 16-е место, показав результат 3 минуты 16,6 секунды и уступив 24,4 секунды завоевавшему золото Тони Зайлеру из Австрии. В слаломе занял 30-е место, показав результат 4.09,5 по сумме двух заездов и уступив 54,8 секунды победителю Тони Зайлеру. В гигантском слаломе занял 33-е место с результатом 3.27,8, уступив 27,7 секунды победителю Тони Зайлеру.
Заслуженный мастер спорта СССР.
В 1959 году в соавторстве с Вольдемаром Нагорным написал книгу «На лыжах с гор».
По окончании выступлений работал тренером, окончив Высшую школу тренеров.
Умер 31 марта 1999 года в Москве. Похоронен на Востряковском кладбище в Москве.

## Награды
- Медаль «За трудовую доблесть» (27.04.1957) — «за успехи, достигнутые в деле развития массового физкультурного движения в стране, повышения мастерства советских спортсменов, и успешное выступление на международных соревнованиях»